# Château de Newcastle Emlyn
Le château de Newcastle Emlyn est un château médiéval en ruines, situé dans la ville de Newcastle Emlyn, dans le comté du Carmarthenshire au pays de Galles.

## Historique
Le château est mentionné dans le Brut y Tywysogion dès 1215 sous le règne de Llywelyn le Grand. Il est capturé par les troupes anglaises en 1287, ce qui met fin à la révolte de Rhys ap Maredudd. Lors du siège, on achemina par bateau et par chariots, tirés par 120 chevaux, 480 pierres pour une grande petraria (pierrière).
Le château est pris à nouveau en 1403 par Owain Glyndŵr.

## Source
- (en) Cet article est partiellement ou en totalité issu de l’article de Wikipédia en anglais intitulé « Newcastle Emlyn Castle » (voir la liste des auteurs).